# Oil Region
De Oil Region (Olieregio) is een streek in de staat Pennsylvania in de Verenigde Staten. Deze regio omvat het land om de Oil Creek, een zijrivier van de Allegheny. Dit gebied wordt de Oil Region genoemd, omdat de eerste olievelden van de Verenigde Staten er zijn ontdekt.

## Steden binnen de Oil Region
- Oil City
- Titusville